# Alexandru Popișteanu
Alexandru „Popicu” Popișteanu (n. 3 ianuarie 1904 – d. 21 august 1941, Odessa, URSS) a fost un ofițer român de aviație, căzut eroic în luptele din cel de-al Doilea Război Mondial.

## Cariera militară
Locotenentul comandor aviator Alexandru Popișteanu a fost comandant al unui grup aviatic de vânătoare, cu care a participat la luptele aeriene din Basarabia și Ucraina în timpul celui de-al Doilea Război Mondial.
A alcătuit în 4 august 1941 un echipaj de zbor și a pornit cu un avion Focke-Wulf în operațiunea de salvare a adjutantului Ovidiu Clopoțel, ce fusese nevoit să aterizeze forțat, în urma unei lupte aeriene, cu avionul Messerschmitt Bf 109 nr. 14 pe un câmp de la est de Grigoriopol. Pentru acest act de curaj lt. comandorii Alexandru Popișteanu și Gheorghe Nagaevschi au fost decorați ulterior cu Ordinul Virtutea Aeronautică de război cu spade, clasa Crucea de Aur, iar sergentul mitralior Ioan Păun și caporalul mitralior Dumitru Rădulescu, care au făcut parte din echipaj, au fost decorați cu Medalia Aeronautică de război cu spade, clasa III-a.
În ziua de 21 august 1941 a comandat un grup de 10 avioane de vânătoare care a atacat o formațiune aeriană sovietică, superioară numeric. În lupta aeriană care a avut loc au fost doborâte șase avioane sovietice, dar avionul lt. com. Popișteanu a fost prins sub focul a trei avioane inamice și a fost doborât; aviatorul român a murit. Eroismul și spiritul său de sacrificiu au fost elogiate de mareșalul Ion Antonescu, Conducătorul Statului Român, care, într-un discurs adresat aviatorilor români la 23 august 1941 pe un câmp de aviație din apropiere de Tiraspol, a afirmat următoarele: „Sunt sigur că și de aci înainte veți merge pe același drum glorios și veți răsbuna cu prisosință pe bravul între bravi, Lt.-Comandorul Popișteanu, care oțelit în aceeași școală aspră a războiului, va rămâne în istoria neamului un exemplu de eroism și camaraderie”.
Aflat într-o vizită pe front în 23 august 1941, regele Mihai I al României s-a deplasat, împreună cu mareșalul Antonescu, de la Tiraspol la Tighina pentru a saluta rămășițele pământești ale aviatorului Popișteanu. Cei doi s-au înclinat în fața catafalcului depus în Catedrala din Tighina și au asistat la o scurtă slujbă de pomenire oficiată de protoiereul Tighinei, înconjurat de un sobor de preoți, pentru odihna sufletului aviatorului. După slujbă regele s-a apropiat de catafalc și a așezat pe pieptul eroului aviator Ordinul „Mihai Viteazul” clasa III-a și Ordinul „Virtutea Aeronautică”.
Acordarea celor două decorații a fost oficializată ulterior prin decrete regale. Astfel, Ordinul „Virtutea Aeronautică” de război cu spade, clasa Crucea de Aur i s-a conferit post-mortem la 19 septembrie 1941 „pentru curajul de a fi aterisat, în ziua de 4 August 1941, cu un avion Focke-Wulf, între liniile amice și inamice, din Zona Est Grigoriopol, spre a salva pe adjutantul Clopoțel Ovidiu, care aterizase forțat cu avionul Me. 109 Nr. 14, în urma unei lupte aeriene”. Trei luni și jumătate mai târziu, pe 7 ianuarie 1942, lt. com. av. Alexandru Popișteanu a fost decorat post-mortem cu Ordinul „Mihai Viteazul” cl. III-a „pentru eroismul neîntrecut cu care și a comandat grupul în luptele din Basarabia și Ucraina. În ziua de 21 August 1941, în fruntea a zece avioane, a atacat o formație inamică mult superioară ca număr, doborând șase avioane inamice, dar cade ca un erou, luptând contra a 3 avioane”.

## Decorații
- Ordinul „Virtutea Aeronautică” de război cu spade, clasa Crucea de aur (19 septembrie 1941)[5]
- Ordinul Militar „Mihai Viteazul” clasa III-a (7 ianuarie 1942)[4]